# Magazynowanie energii elektrycznej
Magazynowanie energii elektrycznej – przetworzenie energii elektrycznej pobranej z sieci elektroenergetycznej lub wytworzonej przez jednostkę wytwórczą przyłączoną do sieci elektroenergetycznej i współpracującą z tą siecią do innej postaci energii, przechowanie tej energii, a następnie ponowne jej przetworzenie na energię elektryczną.
Energia może być magazynowana, gdy produkcja przeważa nad zużyciem, i wykorzystywana, gdy zużycie przeważa nad produkcją. Dzięki temu produkcja energii z elektrowni nie musi być dostosowywana do chwilowego zużycia. Obecne możliwości technologiczne pozwalają wyrównywać szczyty zapotrzebowania (przy pomocy elektrowni szczytowych, głównie wodnych) lub krótkoterminowo (w ciągu minut lub godzin) podtrzymywać zasilanie w większej skali.
Ponieważ zapotrzebowanie na energię zmienia się w ciągu doby, magazynowanie energii umożliwia wykorzystywanie elektrowni węglowych i jądrowych, poprzez ustalenie ich produkcji na stałym poziomie, bez potrzeby dostosowywania jej do chwilowego zapotrzebowania. Alternatywą dla gromadzenia energii elektrycznej może być powstrzymanie się przed zużyciem paliwa albo materiału rozszczepialnego, których zapasy są bardzo efektywnymi magazynami energii w porównaniu z magazynami energii elektrycznej (zob. gęstość energii). Magazyny bardzo dużych ilości energii elektrycznej znacznie ułatwiłyby masowe wykorzystywanie niedyspozycyjne odnawialnych źródeł energii, takich jak energia wiatru i słoneczna, których dostępność ulega dużym zmianom w ciągu doby lub roku. Bez magazynów energii, takie źródła muszą być wspomagane przez elektrownie spalinowe lub jądrowe, które zaspokajają zapotrzebowanie, gdy odnawialne źródła produkują mniej energii.
Rozważając zastosowanie różnych magazynów energii należy zwrócić uwagę na emisję gazów cieplarnianych związaną z ich wytwarzaniem i użytkowaniem.
Obecnie najczęściej stosowanymi dużymi magazynami energii są elektrownie szczytowo-pompowe. Według raportu Electric Power Research Institute, w 2011 roku odpowiadały one za 99% magazynowanej energii na świecie. Natomiast w mniejszej skali (lokalnej, indywidualnej) najczęściej stosowane są różnego rodzaju akumulatory. Wybór określonego rodzaju magazynu energii przy danych potrzebach wynika głównie z jego ekonomiki i możliwości technicznych budowy.

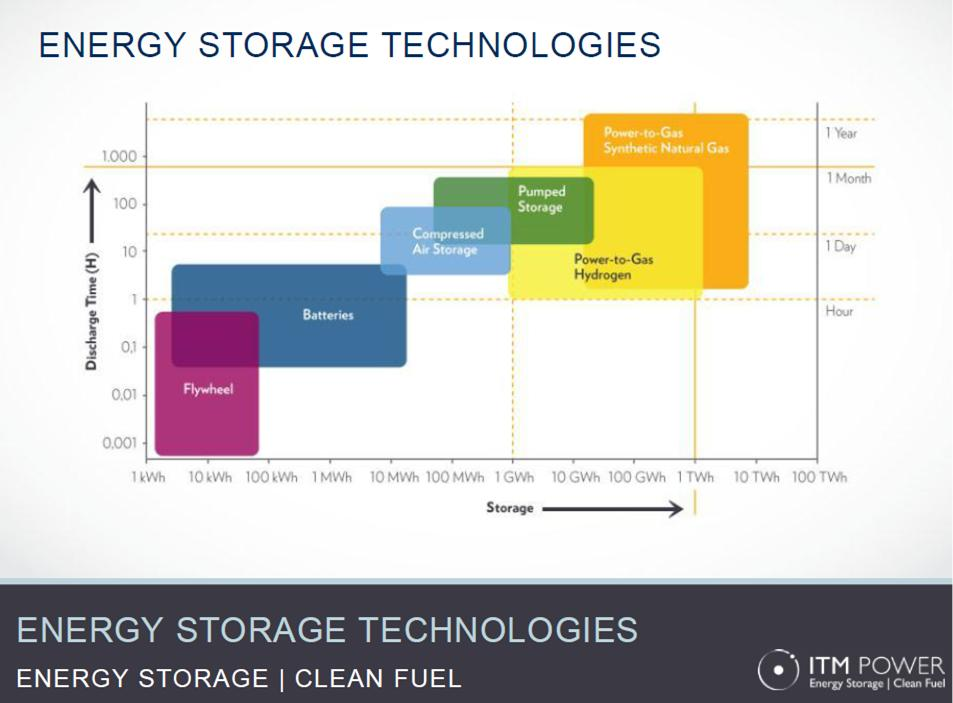
Porównanie pojemności i czasów rozładowania różnych magazynów energii

## Metody magazynowania energii

### Hydroenergetyka

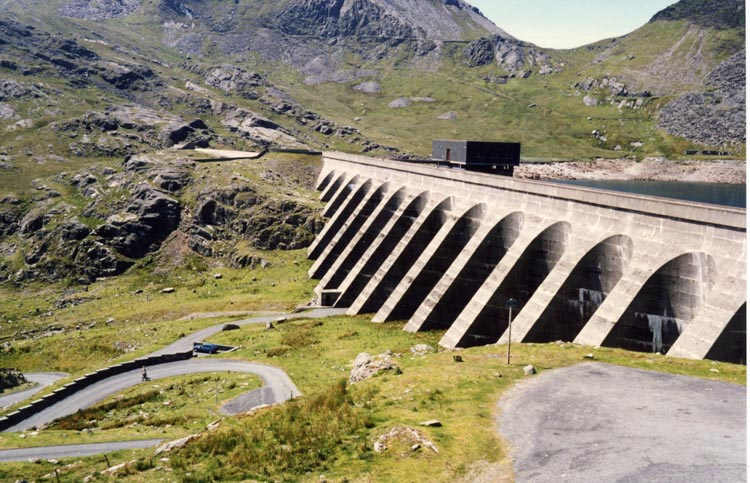
Rezerwuar wody w elektrowni Ffestiniog w północnej Walii. Umieszczone pod nim turbiny mogą generować 360 MW w ciągu 60 sekund od uruchomienia

#### Pompowanie wody
Ponad 99% magazynów energii na świecie to elektrownie szczytowo-pompowe. Całkowita moc tych elektrowni przekracza 100 GW, podczas gdy całkowita moc wszystkich pozostałych magazynów energii nie przekracza 1 GW.
Elektrownie szczytowo-pompowe magazynują energię w postaci energii potencjalnej wody, wykorzystując różnicę poziomów pomiędzy dwoma zbiornikami wody. W czasie małego zapotrzebowania na energię, woda jest pompowana do zbiornika położonego wyżej. W czasie dużego zapotrzebowania woda spływa do zbiornika położonego niżej, napędzając turbiny generujące prąd.
Efektywność odzyskiwania energii w takim procesie jest rzędu 80%. Czas reakcji na zmiany zapotrzebowania zwykle nie przekracza minuty. Wadą takich elektrowni jest konieczność wykorzystania dwóch zbiorników wody o dużej różnicy wysokości, co zwykle nie jest możliwe na terenach nizinnych.

#### Zapory

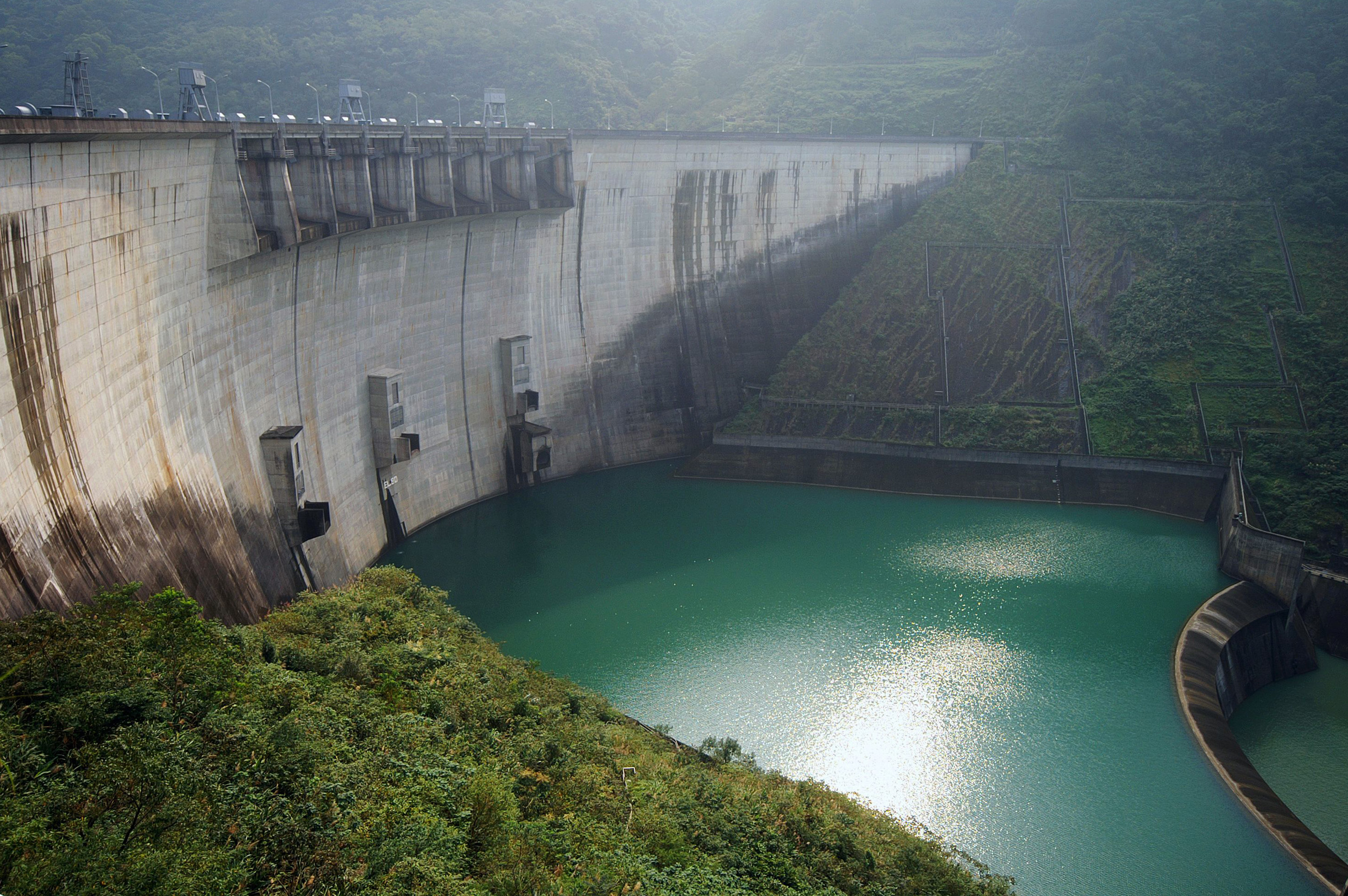
Zapora Feicui na Tajwanie

Zapory wodne z dużymi rezerwuarami mogą być wykorzystywane jako magazyny energii. W czasie małego zapotrzebowania woda może gromadzić się w rezerwuarze, a w czasie dużego zapotrzebowania być uwalniana. Sumaryczny efekt jest wtedy taki, jak przy elektrowniach szczytowo-pompowych, ale bez strat energii na pompowanie.
Problemem przy tym rozwiązaniu jest brak odpowiedniego wyposażenia większości działających zapór. Wiele istniejących zapór działa od dziesięcioleci (przykładowo Zapora Hoovera została wybudowana w 1936 roku) i były budowane jako stałe źródła energii. Oznacza to, że nie posiadają one urządzeń do kontrolowania przepływu w zależności od zapotrzebowania. Wykorzystanie ich jako magazynów energii wymaga ich rozbudowy. Według analiz Biura ds. Melioracji Stanów Zjednoczonych, rozbudowa taka kosztowałaby 69$/kW ich mocy.

### Powietrze

#### Sprężone powietrze

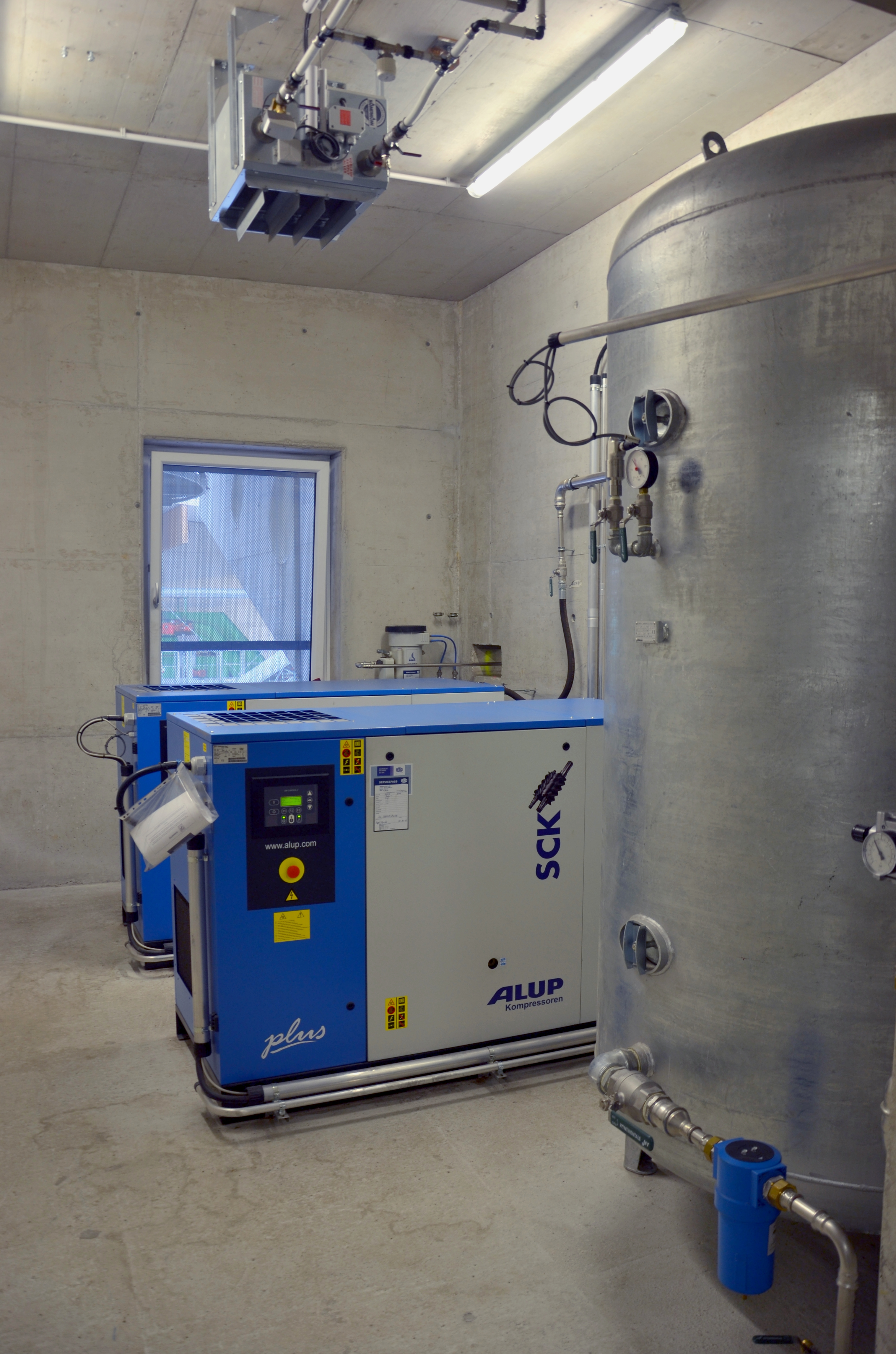
Sprężarka i zbiornik do przechowywania sprężonego powietrza

Sprężone powietrze jest drugim najpopularniejszym sposobem magazynowania energii elektrycznej. W chwilach małego zapotrzebowania można wykorzystywać sprężarki do gromadzenia powietrza w zbiornikach ciśnieniowych, a w chwilach dużego zapotrzebowania użyć go do napędzania turbin. Problemem w tym rozwiązaniu są zmiany temperatury. Podczas kompresji powietrze się ogrzewa, a podczas dekompresji ochładza. Istnieją trzy podstawowe rozwiązania tego problemu
- proces adiabatyczny – w którym ciepło powstałe przy kompresji jest przechowywane i wykorzystywane przy dekompresji. Oznacza to, że zbiorniki do przechowywania powietrza muszą być izolowane termicznie, co znacznie podnosi koszty. Teoretycznie można odzyskać w ten sposób ponad 70% energii, ale dotychczas nie powstały instalacje wykorzystujące taki proces na dużą skalę.
- proces diabatyczny – w którym ciepło jest tracone, a w momencie rozprężania powietrze jest ogrzewane za pomocą innego źródła energii. Taki proces jest mało efektywny energetycznie (odzyskiwane jest do 30% energii), ale można zwiększyć jego efektywność do 70% wykorzystując ciepło odpadowe z tradycyjnej elektrowni. Istnieją duże instalacje wykorzystujące taki proces, przykładowo elektrownia McIntosh w USA, o mocy 710 MW[13].
- proces izotermiczny – w którym ciepło jest oddawane do otoczenia, a rozprężane powietrze pobiera ciepło z otoczenia. Taki proces może być równie efektywny co adiabatyczny i najprostszy w budowie, ale ze względu na konieczność pobierania ciepła z otoczenia nie może generować dużej mocy.

#### Ciekłe powietrze
Ochładzając powietrze do –195 °C można je skroplić, dzięki czemu jego objętość spada tysiąc razy, a jego przechowywanie staje się znacznie prostsze niż przechowywanie sprężonego powietrza. W momencie zapotrzebowania takie powietrze można ogrzać, co spowoduje jego zamianę w gaz pod dużym ciśnieniem, który może napędzać turbiny generujące elektryczność.
Podobnie jak w przypadku diabatycznego procesu sprężania powietrza, konieczność ogrzewania sprawia, że proces jest mało efektywny energetycznie. Analogicznie wykorzystanie ciepła odpadowego z elektrowni może podnieść jego efektywność do 70%, sprawiając, że stanie się ekonomicznie opłacalny. Obecnie trwają pilotażowe programy, mające zweryfikować jego opłacalność.

### Akumulatory

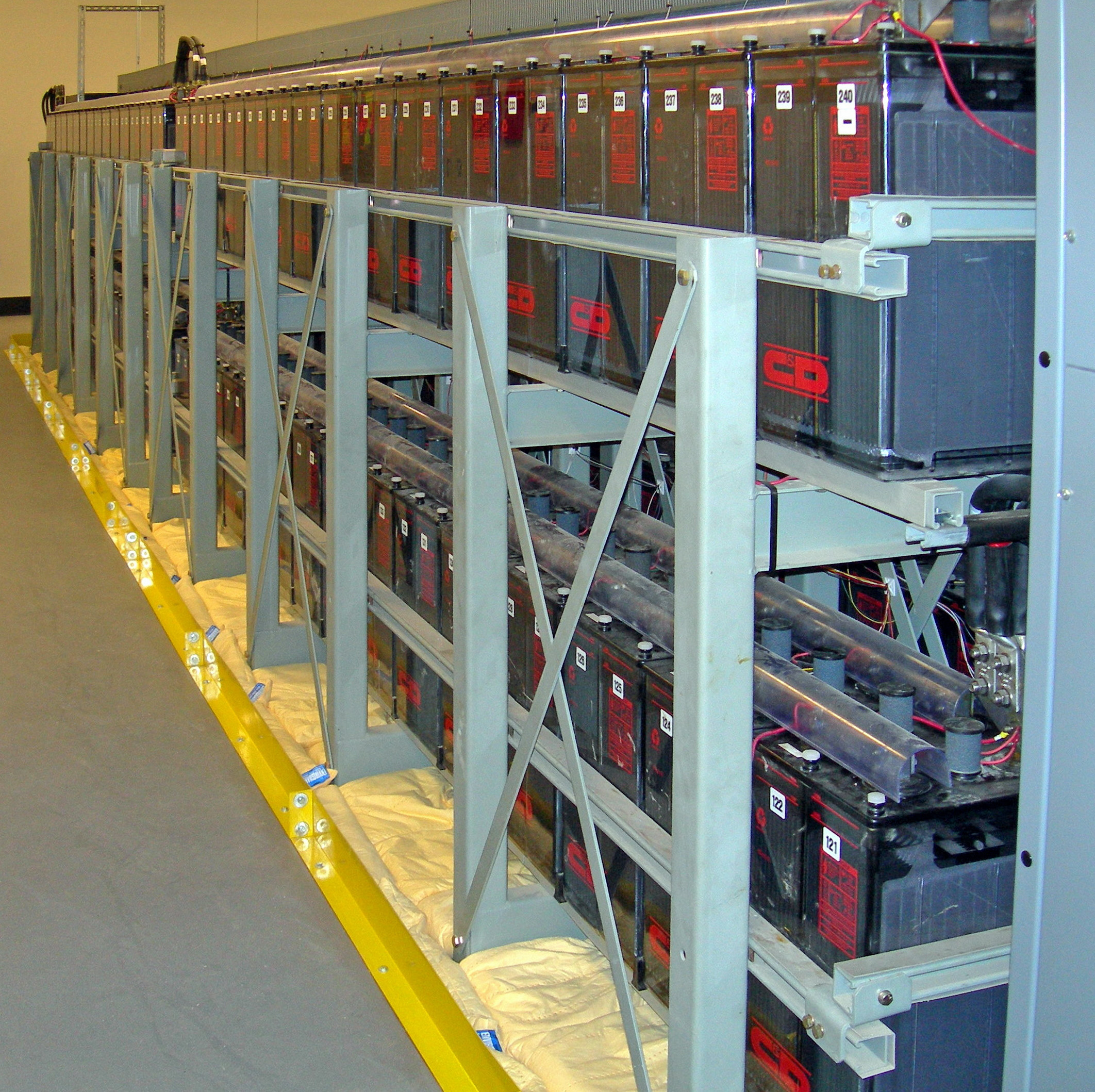
Zestaw akumulatorów działających jako zasilacz awaryjny dla centrum danych

Akumulatory umożliwiają przechowywanie energii w postaci elektrochemicznej, łatwej do odzyskania. Są wygodnym magazynem energii elektrycznej, ponieważ ich ładowanie i rozładowywanie nie wymaga dodatkowej infrastruktury. Pozwalają odzyskać do 85% włożonej energii. Ich wadą jest wysoka cena i ograniczona żywotność. W trakcie ładowania i rozładowywania stopniowo tworzą się w elektrolicie kryształy wytrąconych pierwiastków. Z czasem te kryształy stają się na tyle duże, że zaczynają uszkadzać konstrukcję akumulatora.
Duże magazyny energii zbudowane z akumulatorów istnieją między innymi w Puerto Rico (14 MWh pojemności, akumulatory kwasowo-ołowiowe), w Fairbanks na Alasce (6,75 MWh pojemności, akumulatory niklowo-kadmowe), w Horndale Wind Farm w Australii (129 MWh pojemności) i są planowane w ramach aukcji Solar Energy Corporation of India (3 GWh pojemności). Jednak nawet tak duży magazyn energii jak ostatni wymieniony wystarczyłby tylko na minutę zasilania Indii w prąd elektryczny. Ograniczeniem dla magazynowania energii na wysoką skalę są światowe możliwości produkcji akumulatorów, które wynoszą obecnie (2019 r.) najwyżej setki GWh rocznie. Również wysokie koszty stanowią poważną przeszkodę przed wykorzystywaniem akumulatorów jako magazynów energii dla sieci energetycznej. Dla obniżenia tych kosztów proponowane są różne nieklasyczne rozwiązania:
- akumulatory przepływowe – w których elektrody są w postaci zawiesiny w rozpuszczalniku, dzięki czemu można łatwo powiększać ich pojemność przez wykorzystanie większego zbiornika[21],
- ciekłe akumulatory – pracujące w wysokiej temperaturze, w której elektrody są w postaci płynnej,
- akumulatory sodowo-jonowe – wykorzystujące sód jako wielokrotnie tańszy zamiennik litu.

Poniższa tabela przedstawia porównanie najważniejszych cech różnych typów akumulatorów.
| Typ              | Ruchome części | Temperatura pokojowa | Łatwopalny | Toksyczny | Produkowany masowo | Metale ziem rzadkich |
| ---------------- | -------------- | -------------------- | ---------- | --------- | ------------------ | -------------------- |
| kwasowo-ołowiowe | Nie            | Tak                  | Nie        | Tak       | Tak                | Nie                  |
| niklowo-kadmowe  | Nie            | Tak                  | Nie        | Tak       | Tak                | Tak                  |
| litowo-jonowe    | Nie            | Tak                  | Tak        | Nie       | Tak                | Nie                  |
| sodowo-jonowe    | Nie            | Nie                  | Tak        | Nie       | Nie                | Nie                  |
| sodowo-siarkowe  | Nie            | Nie                  | Nie        | Tak       | Tak                | Nie                  |
| przepływowe      | Tak            | Tak                  | Nie        | Tak       | Nie                | Nie                  |
| ciekłe           | Nie            | Nie                  | Tak        | Nie       | Nie                | Nie                  |

Emisyjność związana z produkcją i używaniem akumulatorów sięga 100 kgCO₂eq/kWh.

#### Pojazdy elektryczne

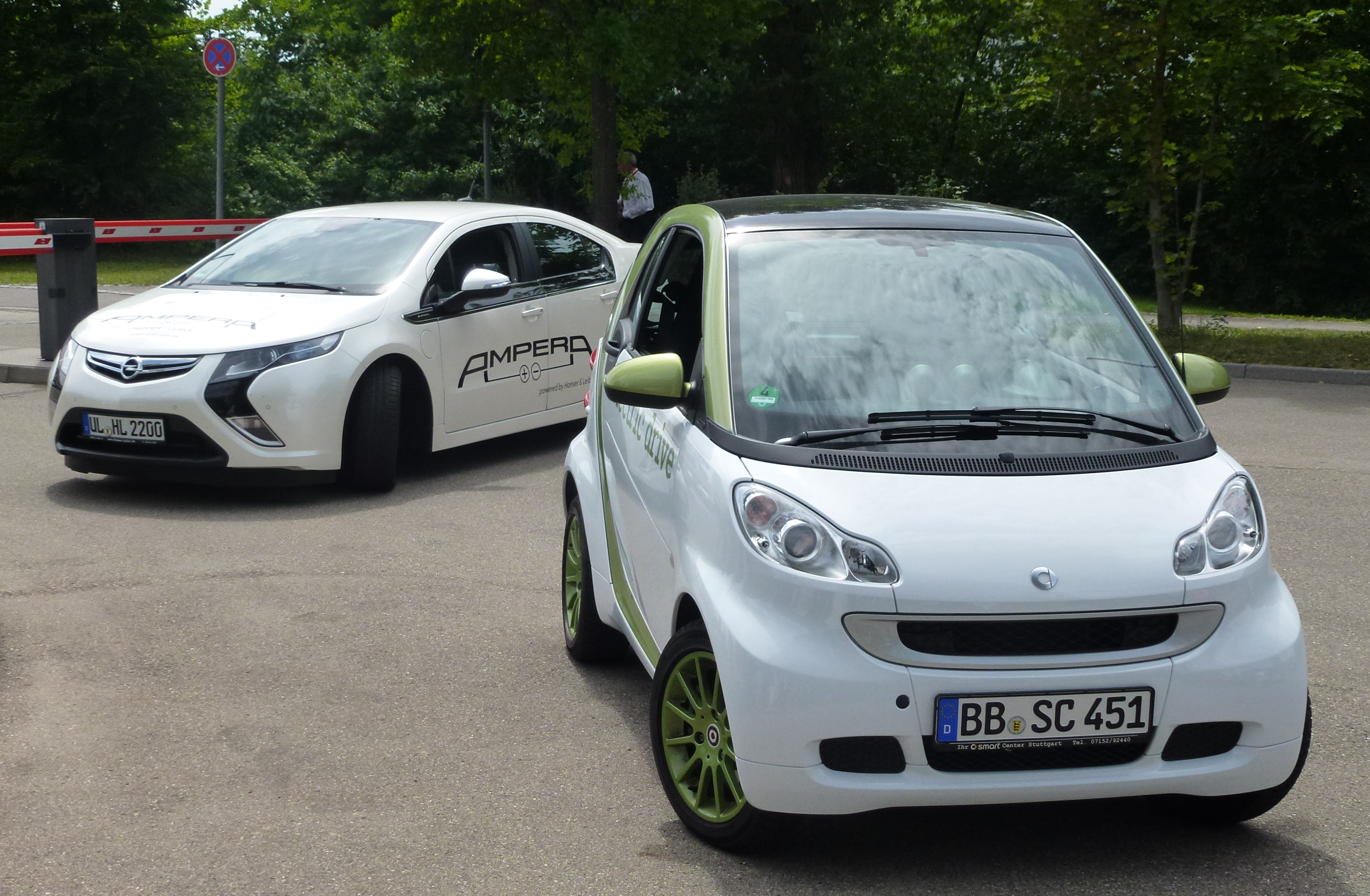
Samochody elektryczne

Rozpowszechnienie pojazdów elektrycznych umożliwiłoby stosowanie ich akumulatorów jako rozproszonych magazynów energii. Ponieważ przeciętny samochód spędza 95% czasu bezczynnie, jego właściciel mógłby wykorzystywać w tym czasie pojemność jego baterii jako magazyn energii, ładując go w nocy, gdy energia jest tania i wykorzystując tę energię w dzień. Akumulator w pojedynczym samochodzie może przechowywać 20-50 kWh energii elektrycznej, co zaspokaja 2–5 dni zapotrzebowania przeciętnego gospodarstwa domowego.
Wadą tego rozwiązania jest konieczność zbudowania infrastruktury umożliwiającej taką dwustronną wymianę energii. Dodatkowo częste ładowanie i rozładowywanie skraca czas życia większości typów akumulatorów.

### Koło zamachowe

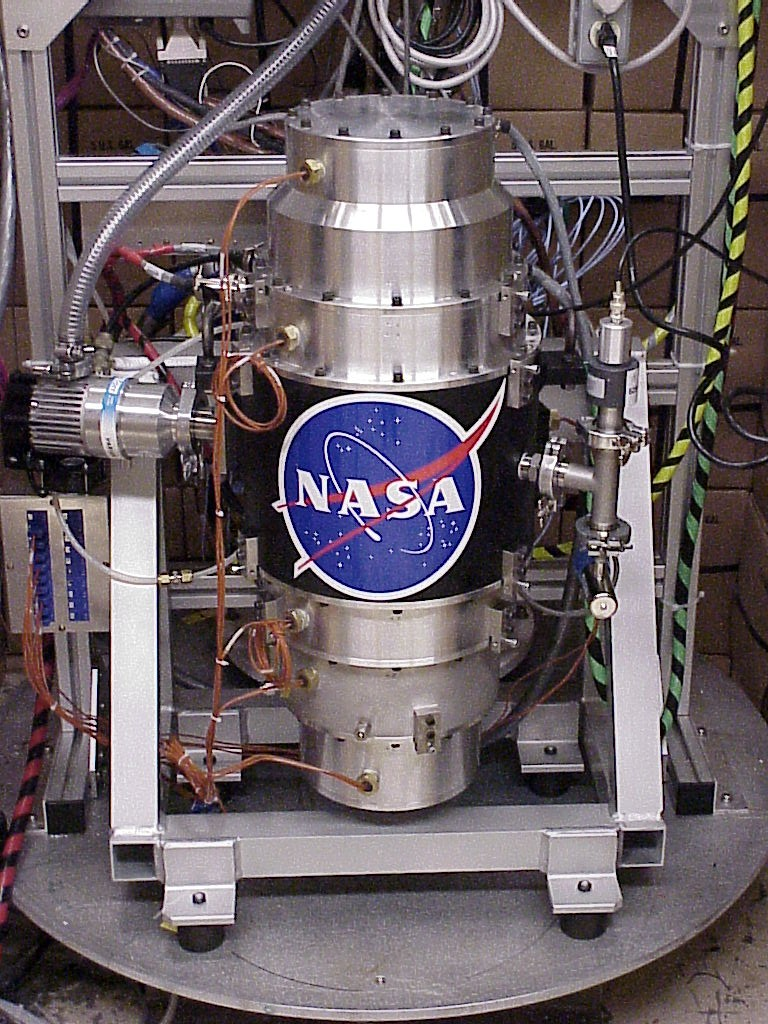
Koło zamachowe NASA G2

Koło zamachowe magazynuje energię w postaci energii kinetycznej. Przy nadmiarze energii można takie koło rozpędzać, a przy zwiększonym zapotrzebowaniu wyhamowywać, odzyskując energię. Aby zminimalizować straty energii wynikające z tarcia można umieścić koło zamachowe w próżni i na łożysku magnetycznym. Maksymalna pojemność energetyczna koła zamachowego jest ograniczona przez maksymalną prędkość obrotową, jaką wytrzymuje, a tym samym przez wytrzymałość materiałów, z których jest zbudowane. Koła wykonane z nowoczesnych kompozytów mogą uzyskiwać gęstość energii porównywalną z akumulatorami.
Ich główną zaletą jest możliwość bardzo szybkiego odzyskania włożonej energii (rzędu sekund). Ich wadą jest szybka utrata energii, nawet do 10%/godzinę. Dlatego koła zamachowe są wykorzystywane głównie tam, gdzie zgromadzona energia będzie szybko wykorzystana, np. w tokamakach albo katapultach startowych, lub jako chwilowe źródło energii dla dużych superkomputerów i centrów danych, zapewniające energię do czasu, gdy uruchomione zostanie zastępcze źródło.
Choć koła zamachowe nie stanowią ekonomicznej konkurencji dla innych magazynów energii, są proponowane jako rozwiązanie mające poprawić jakość energii elektrycznej, gdy wykorzystywane są źródła takie jak energia wiatru i słońca wspomagane przez generatory Diesla. Pilotażowe programy wykorzystujące koła zamachowe uruchomiono na Azorach i w Coral Bay w Australii.

### Paliwo

#### Wodór

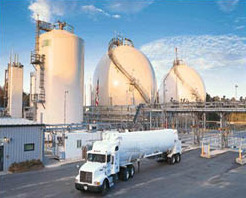
Zbiorniki na wodór

Wodór mógłby być potencjalnie wykorzystywany do przechowywania energii na dużą skalę. Można go wytwarzać w dużych ilościach z metanu i pary wodnej poprzez reforming parowy, bądź poprzez elektrolizę wody. Następnie może być wykorzystywany jako wysokoenergetyczne paliwo w silnikach spalinowych bądź w ogniwach paliwowych.
Zaletami wodoru jest możliwość przechowywania go przez długi czas, oraz wysoka gęstość energii (trzykrotnie większa niż w przypadku benzyny i ponad stukrotnie większa niż w przypadku akumulatorów). Dzięki temu może potencjalnie być wykorzystywany jako paliwo samochodowe. Ogniwa paliwowe na wodór mogą, podobnie jak koła zamachowe, reagować na gwałtowne zmiany zapotrzebowania na energię w sieci.
Wadą stosowania wodoru jako magazynu energii jest niewielka efektywność całkowita procesu wytwarzania i spalania wodoru, rzędu 20–45%. Dodatkowo istnieje szereg problemów z bezpiecznym przechowywaniem wodoru i jego transportowaniem.
Pilotażowe programy nad wykorzystaniem wodoru jako magazynu energii działają w Utsira w Norwegii oraz w Ramea w Kanadzie.

#### Metan
Alternatywą dla przechowywania energii w postaci wodoru jest przechowywanie jej w postaci metanu. Jest on łatwiejszy do przechowywania przez długi czas, a ponadto może być bezpośrednio wykorzystywany w istniejących elektrowniach gazowych. Wadą są dalsze straty energii w procesie wytwarzania metanu, które sprawiają, że całkowita ilość odzyskiwanej energii nie przekracza 38%.
Wygoda i skalowalność tego rozwiązania sprawia jednak, że jest ono atrakcyjne dla przechowywania nadmiarowej energii wytwarzanej przez elektrownie wiatrowe. Instalacje zamieniające nadmiarową energię w metan powstały w Danii, oraz w Niemczech.

### Pole magnetyczne

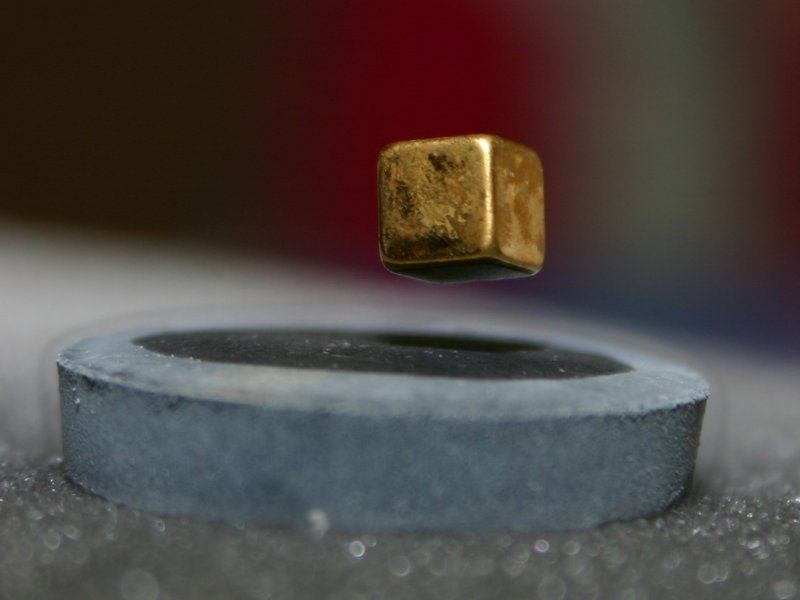
Nadprzewodniki mogą przechowywać energię w postaci pola magnetycznego

Nadprzewodnikowy zasobnik energii to urządzenie przechowujące energię w postaci pola magnetycznego wytwarzanego przez przepływ prądu stałego w nadprzewodniku. Raz wzbudzony prąd płynie w takim nadprzewodniku w nieskończoność, co oznacza, że energia może być przechowywana dowolnie długo. W praktyce, ponieważ nadprzewodniki wymagają niskich temperatur, występują pewne koszty związane z koniecznością chłodzenia.
Ten sposób przechowywania energii ma bardzo wysoką efektywność odzyskiwania energii (rzędu 95%). Jego główną wadą jest cena nadprzewodników, uniemożliwiająca przechowywanie dużej ilości energii. Dlatego współcześnie jest wykorzystywany, podobnie jak koła zamachowe, do poprawiania jakości energii elektrycznej.

### Ciepło

Schemat pompy ciepła. Połączenie jej z pojemnikami ciepła umożliwia stworzenie magazynu energii

Istnieje szereg metod przechowywania energii w postaci różnicy temperatur. W większości zastosowań energia ta jednak nie jest zamieniana potem na energię elektryczną, tylko wykorzystywana w zmagazynowanej postaci (np. do ogrzewania). Metody, które umożliwiają magazynowanie energii elektrycznej, to między innymi:
- staw słoneczny – w ciągu dnia energia słoneczna jest wykorzystywana do ogrzewania wody, wytwarzając parę wodną napędzającą turbiny. Nadmiarowe ciepło jest magazynowane w ciekłej soli, dzięki czemu piec może generować prąd również w nocy i przy złej pogodzie[35].
- pompa ciepła – pompa ciepła może być potencjalnie wykorzystana do magazynowania energii w następujący sposób: dwa zbiorniki o dużej pojemności cieplnej połączone są pompą, która w momencie małego zapotrzebowania na prąd pompuje ciepło do gorącego zbiornika. W momencie większego zapotrzebowania pompa jest wyłączana, a zamiast tego uruchamiane są turbiny generujące prąd dzięki różnicy temperatur. Brytyjska firma Isentropic rozwija to rozwiązanie, przewidując, że może stać się ono konkurencją dla elektrowni szczytowo-pompowych, przy kosztach rzędu 35$/MWh i efektywności odzyskiwania energii rzędu 72–80%[36].

## Ekonomika
Magazynowanie energii jest opłacalne, jeśli koszt krańcowy energii ulega większym zmianom niż wynosi koszt przechowywania i odzyskiwania energii, powiększony o koszt energii, która jest tracona. Przykładowo, jeśli cena elektryczności w godzinach szczytu sięga 35$/MWh, a w nocy spada do 15$/MWh, to różnica 20$/MWh może być potencjalnym zyskiem magazynu energii. Magazyn działający z efektywnością 70% będzie opłacalny, jeśli jego koszt użytkowania będzie mniejszy niż 14$/MWh.
W praktyce, koszt krańcowy elektryczności zmienia się w zależności od tego, jakie źródło zaspokaja zapotrzebowanie. Zapotrzebowanie na energię elektryczną zmienia się w zależności od pory dnia i pory roku. Tradycyjne elektrownie, takie jak węglowe i jądrowe, produkują tani prąd w ustalonej ilości, ponieważ korzystają z taniego paliwa, a głównym kosztem jest amortyzacja samej elektrowni. Natomiast elektrownie gazowe produkują droższy prąd w zależności od zapotrzebowania, ponieważ ich głównym kosztem jest koszt paliwa. Aby zminimalizować koszty, elektrownie węglowe i jądrowe działają przez większość czasu, a gazowe są uruchamiane w zależności od potrzeb.
Wprowadzenie odnawialnych źródeł energii, takich jak wiatr i słońce, dodatkowo komplikuje rynek energii. Produkcja z tych źródeł ulega zmianom w ciągu dnia i w ciągu roku. Ta zmienność może powodować zarówno zmniejszenie wahań cen energii (gdy produkują więcej prądu w czasie większego zapotrzebowania), jak i zwiększenie tych wahań (gdy produkują więcej prądu w czasie małego zapotrzebowania).

### Alternatywne rozwiązania

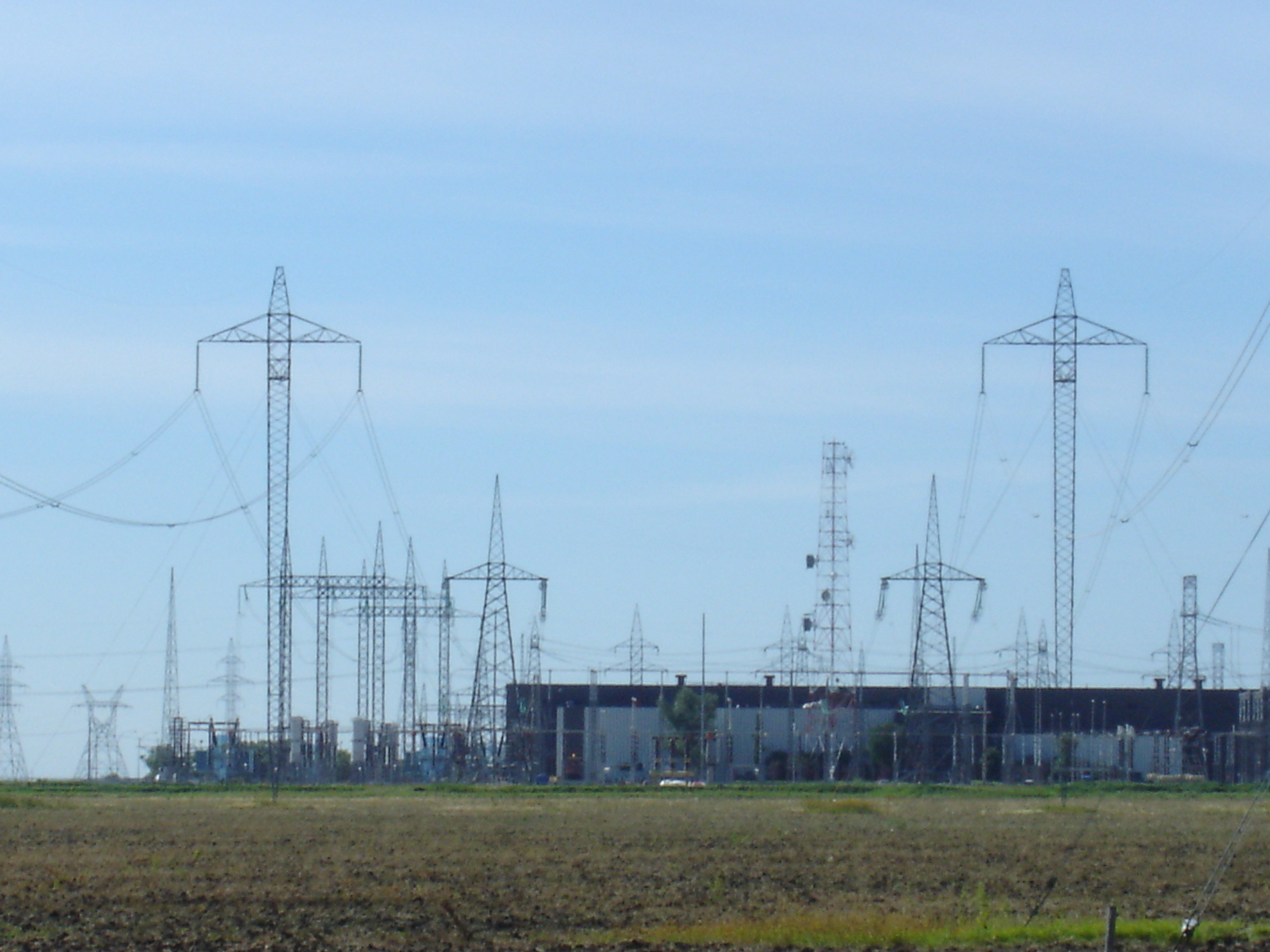
Linie wysokiego napięcia prądu stałego umożliwiają przesyłanie energii elektrycznej na odległości powyżej tysiąca kilometrów.

Alternatywną dla magazynowania energii elektrycznej jest przesyłanie jej do rejonów, gdzie jest na nią zapotrzebowanie. Sieć wysokiego napięcia umożliwia przesyłanie energii elektrycznej na odległości do kilkuset kilometrów. Dla większych odległości straty energii stają się za duże, aby było to opłacalne. W niektórych zastosowaniach stosuje się linie wysokiego napięcia prądu stałego. Straty energii w takich liniach są mniejsze, co umożliwia tworzenie linii o długości nawet 2500 km.
Innego typu alternatywą są inteligentne sieci. Mogą one umożliwić efektywniejsze rozkładanie zapotrzebowania na energię, między innymi poprzez automatyczne planowanie zużycia energii przez niektóre urządzenia (jak lodówki, pralki, pompy ciepła), tak aby zmniejszać dzienne wahania zużycia.